# ۴ ابلیس
۴ ابلیس (انگلیسی: 4 Devils) یک فیلم صامت درام به کارگردانی فریدریش ویلهلم مورنائو است که در سال ۱۹۲۸ منتشر شد.
هیچ نسخه‌ای از این فیلم باقی نمانده است و همه نسخه های آن به افراد ناشناس فروخته شد.

## بازیگران
- جنت گینور
- جی. فارل مک‌دانلد
- آنیتا لوئیس
- کلیر مکداول
- آن شرلی
- جک پارکر
- آندرس راندولف
- بری نورتون
- چارلز مورتون
- جرج دیویس
- فیلیپ دلاسی
- مری دانکن

## موسیقی
این فیلم دارای دو آهنگ تم به نام های "ماریون" و "سرنوشت" بود که هر دو توسط ارنو راپی و لو پولاک ساخته شده بودند.